# Zonosaurus rufipes
Zonosaurus rufipes är en ödleart som beskrevs av den tyske zoologen Oskar Boettger 1881. Zonosaurus rufipes ingår i släktet Zonosaurus, och familjen sköldödlor. IUCN kategoriserar arten globalt som nära hotad. Inga underarter finns listade.

## Utbredning
Zonosaurus rufipes förekommer endemiskt på Madagaskar, där den finns i några få lokaler på den norra delen av ön.